# Raphaël Halverstad
Raphaël (Felix) Halverstad (Amsterdam, 11 augustus 1904 – aldaar, 14 augustus 1978) was een Nederlandse econoom die vooral bekend werd door zijn rol bij het helpen ontsnappen van Joodse kinderen uit de Hollandsche Schouwburg in 1942 en 1943.
Halverstad was de zoon van Emanuël Halverstad en Aaltje van Embden. Zijn ouders en zijn enige zus kwamen in 1943 in Auschwitz om. Hij huwde in 1929 met Esther Kesnar; in 1935 werd hun enige dochter geboren.
Halverstad trad in augustus 1942 in dienst van de Joodse Raad en werd vanaf november 1942 de assistent van Walter Süskind in de Hollandsche Schouwburg. Daar zetten beiden samen met Henriëtte Pimentel een systeem op om Joodse kinderen (maar ook volwassenen) te laten ontsnappen en te laten onderduiken. Halverstad had de taak alle Joden die in de Hollandsche Schouwburg werden binnengebracht, te registreren. Hij kon goed schilderen en tekenen, maar ook goed vervalsen. Hij verwijderde de namen van de kinderen die ze wilden laten ontsnappen, uit de administratie. Dat gebeurde ook in de schaduwadministratie die de Duitse bezetter bijhield. De baby's werden achterom door de tuin naar de Hervormde Kweekschool gebracht; de directeur van de kweekschool, Johan van Hulst, werkte hieraan mee. Hiervandaan gingen ze in een tas, mand of rugzak naar buiten en werden per tram en trein naar Limburg, Drenthe en Friesland gebracht waar het verzet onderduikadressen regelde. Halverstad moest mee met het laatste transport van Amsterdamse Joden naar Westerbork, maar wist te ontsnappen en dook onder. Net als zijn vrouw en dochter overleefde hij de oorlog.
Na de oorlog richtte Halverstad in 1946 samen met Piet Meerburg, David van Staveren en Paul Kijzer het Filmmuseum in Amsterdam op.
De Halverstadbrug, brug 260 (Nieuwe Achtergracht/Roetersstraat), is naar hem vernoemd.